# 貨車山砲
貨車山砲(かしゃさんほう)とは大日本帝国陸軍が考案・開発した自走砲である。

## 概要
自動貨車(トラック)に九四式山砲を搭載した簡易式の自走砲であり、1931年（昭和6年）に発生した満州事変の中で兵站用の車両の荷台に四一式山砲を搭載して運用したのが原型であるとされ、現地部隊からは「貨車山砲」と呼ばれた,。
満州事変終結後の1932年（昭和7年）9月頃、この戦訓を元に関東軍野戦自動車隊では今後の来るべき機械化部隊の編成を顧慮して、既存の6輪トラックの荷台に陸軍基幹山砲である四一式山砲を搭載し車上射撃の試験を行った。結果は満足なものであり、命中率は地上射撃時の四一式山砲との差はなく懸念されていた発射衝撃による車体への影響もなかった。ただし射撃時はフットブレーキや車止めの使用を推奨されている。
(また、時期や状況は不明だが四一式騎砲も四輪トラックの荷台上で射撃を行っている。)
その後、陸軍初の常設機械化兵団だった独立第一旅団でもこの方式は踏襲され、1937年（昭和12年）に勃発した日中戦争における五原作戦では機械化された独立歩兵第12連隊での山砲の機械化運用などの記録が残されている。
1940年（昭和15年）に機械化山砲部隊の対戦車戦闘を考慮し、従来はトラックの荷台に後ろ向きに山砲を搭載する形式からトラックの車上から前向きに射撃可能な改良型が現れた。これは従来型の場合、敵戦車と遭遇した際には車体を反転させる必要性があり迅速な対応が難しかったためである。この改良は一部の貨車山砲に施されたものだが、敵車両との遭遇時は改良型が他の従来型が反転する時間稼ぎを行うという想定であった。
改良型の構造は荷台に角材でできた専用の台をボルトで固定しその上に山砲を搭載、その脚と車輪を紐や鋼索で縛り固定した。使用されたトラックは「日産180型自動貨車」である。

## 実戦
貨車山砲の最初の実戦投入はフィリピン攻略戦である。1941年（昭和16年）12月23日の第48師団によるアグノ攻略の際、歩兵大隊所属の貨車山砲を装備した山砲兵第48連隊隷下の山本岩夫大尉が指揮する山本中隊が、歩兵戦闘に於いて20発の榴弾を発射して支援射撃を行った。このほかにマニラ攻略戦の前哨戦であるタルラック市攻略戦では対戦車戦闘も行われており、1941年（昭和16年）12月30日未明に行われた戦闘ではM3軽戦車13両を擁する米比混成の機械化部隊の攻撃を破砕したとされる。続いて同日午前9時頃にはM3軽戦車20両からなる米比混成の反撃部隊の蹂躙を受けている上島支隊の応援に駆けつけた山本中隊は貨車山砲による射撃を行い2両のM3軽戦車を破壊し敵逆襲部隊を撃退している。